# Tomáš Janovec
Tomáš Janovec (3. srpna 1868 Malonice – ???) byl rakouský a český politik, na počátku 20. století poslanec Českého zemského sněmu a Říšské rady.

## Biografie
Profesí byl rolníkem v rodných Malonicích.
Na počátku století se zapojil i do zemské a celostátní politiky. Ve volbách v roce 1908 byl zvolen do Českého zemského sněmu v kurii venkovských obcí (volební obvod Domažlice, Kdyně). Politicky se uvádí coby člen České agrární strany. Kvůli obstrukcím se ovšem sněm fakticky nescházel.
Ve volbách roku 1911 se stal rovněž poslancem Říšské rady (celostátní zákonodárný sbor), za volební obvod Čechy 70. Ve vídeňském parlamentu usedl do Klubu českých agrárníků.